# 宗泉寺 (中津川市)
宗泉寺（そうせんじ）は、岐阜県中津川市中津川(中村)にある曹洞宗の寺院。山号は大石山。本尊は釈迦牟尼仏・阿弥陀如来・弥勒菩薩。

## 歴史
往古は川上(かおれ)集落の恵那神社の前にあり別当寺も兼ねていたという。(寺屋敷の地名があり、宝物として社僧当時の笏が残っている。)
天正2年(1574年)、木曽義昌が武田勝頼から指令を受けて阿寺城を攻めた際に、寺と恵那神社も被害を受けて壊滅した。
元和年間の初年(1610年代)に現在地で再建した。正確な創建年月は不明である。
元禄7年(1694年)寺社奉行届出 宗泉寺由緒には次の様に記されている。　
「当寺儀上古伽藍而有 今絵下旧跡中古敗壊　元和年中 笠翁祖寅和尚住持 開基山村周斉居士親ら 此地を選び境内を寄進し堂宇を建立し仏像を安置す。」　
この移転にあたり山村周斉居士親とともに功労があったのは、法堂建立願主の川上(かおれ)原家二代目、原五兵衛(戒名は春巌道栄居士)である。
岩村城下の盛巌寺四世の乾中元貞を迎えて開山した。よって宗泉寺は盛巌寺の末寺である。
伽藍は、中興した三世の揚外秀播により完成した。揚外秀播は末寺東圓寺の開山者でもある。
本堂は明治45年(1912年)に新改築された。梵鐘は昭和24年(1949年)に鋳造されたものである。

### 十王像
寛文3年(1663年)、中津川の新町にあった十王堂が古橋源治郎により宗泉寺に移された。堂は現存しないが十王像が山門の二階に祀られている。

### 羅漢堂
寛政12年(1800年)3月、羅漢堂が造立された。
このことは明和8年(1771年)3月の勧進僧龍慎の十六羅漢造請縁起と、十二世の豊雲仙隆の供養式にも見える。
大橋越 勝野家とその一統の寄進により当主の勝野七兵衛泰伯が非業の亡者の供養のため、毎年京都より一体ずつ背負い満願した十六羅漢を祀っていたが、昭和7年(1932年)の前山大洪水により流失した。
像の破片は拾集され、現在山門の楼上にある。なお豊雲仙隆は俳諧をよくし、互融坊と号し美濃派の宗匠として知られた。

### 怡天の石
文化九年(1821年)2月に上田伴右衛門が書いた「宗泉寺所有山村歴代記」によると、中津川の恵下には神坂峠より奥恵下・徳原・戸沢・手賀野斧戸に至る古道が通じていたが、怡天の石はその道端にあった。
洪水で流されたが、近年藪中より能き石を掘り出す。此石至極名石なり。是を取持するの家は、富長延命の現ありと云う　近年、宗泉寺の築山に有りと。
この石は行方不明となっていたが、昭和の初年中津町役場の吏員により発掘された。
高さ46cm、幅52cm、中央に「怡天」の二字が刻まれている。怡とは喜ぶ、心和らぐ意で地上の苦を避け理想の世界を天としている。

### 寺宝
本尊「釈迦牟尼仏　阿弥陀如来　弥勒菩薩」の三尊の他には、元禄期の涅槃像、恵那神社社僧時代の笏、伝牧渓筆の虎像大軸、山村公自筆定書、山村甚兵衛歴代使用膳椀などがある。

### 祭礼
毎月1日に羅漢堂例祭、4月9日に羅漢堂大祭並びに大般若法要がある。

## 関連寺院
- 盛巌寺 (恵那市)
- 東圓寺 (中津川市)